# 叡南覚照
叡南 覚照（えなみ かくしょう、1927年 - 2018年4月9日）は、日本の天台宗の僧侶で千日回峰行大行満大阿闍梨、赤山禅院住職、大僧正。「赤山の御前さま」と呼ばれた。

## 略歴
名古屋市出身  。俗名は木村和男。1940年、13歳の時、叡南覚誠に就いて出家。その弟子の叡南祖賢に師事。小僧頭として弟弟子たちの面倒を見た。
1960年（昭和35年）、33歳のときに千日回峰行を満行。戦後4人目の大行満大阿闍梨となる。
「運は自分でつかむものであり、そのためには努力をすることと笑顔が大切だ。人が集まる場所に笑顔が生まれる」と教え、政財界人だけでなく、多くの若者が相談に訪れた。
安部龍太郎に京都暮らしを勧め、「正しい修行をすれば、将来が分かる」と指導した。　
隆慶一郎が『風の呪殺陣』で千日回峰行の達成を目指す主人公が焼き討ちを始めた織田信長を呪い殺すための修行を始めた小説を書いた時、事前に赤山禅院で取材に協力したが、完成した小説を読んで、「仏教が人を殺すかと」と怒った。
師匠の叡南祖賢が入院中の京都府立医科大学附属病院で危篤に陥った時は、「これからわしの判断で親父を坂本まで連れて帰る。坊さまは寺で亡くなるのが本当や。大和尚を病院で死なすわけにいかない。しかも親父は行者だ。途中で容態が急変することは絶対ない。」と断言し、寝台車で20キロ離れた自坊の慈門庵へ連れて帰り、自坊に到着した祖賢和尚は一瞬意識を取り戻して弟子に声をかけて逝去した。
弟子の俊照師が千日日回峰行中に腹痛のため、途中で休んでいた俊照師を一喝した一方で帰りをじっと待ち、俊照師が6時間かかるところを20時間かかって廻り戻ってきた姿を確認すると、声もかけずにそっと中に入る。
師匠・覚照師の気持ちが通じた俊照師は涙がとまらないまま回峰行を続けた。
弟子には「人間に資質というものがある。百点満点で五十点を取れる人間なら、行をすれば五十一点を取れるかもしれないし、八十点を取れるかもしれない。しかし絶対に四十九点を取ることはない」と口癖のように言っていた
。
2018年4月9日、急性心不全のため逝去。

## 法縁・弟子
大椙覺宝
第234世天台座主、千日回峰行大行満大阿闍梨、探題、大僧正、叡南覺忍大和尚の師匠、叡南覺誠大和尚の大師匠。
京都御所に土足参内して孝明天皇をお加持、大行満として初めて「十万枚護摩供法要を実施。
明治の廃仏毀釈に対して、大久保利通、山縣有朋、 大隈重信と折衝して延暦寺を守る。
叡南覺忍
千日回峰行大行満大阿闍梨（1903年（明治36年満行））大椙覺宝座主の弟子、叡南覺誠大和尚の師匠、祖賢大和尚の大師匠。
1912年（大正元年）『北嶺行門始祖相応和尚略伝』を編纂。
叡南覺誠
探題、大僧正、覚照師の大師匠。祖賢大和尚の師匠、滋賀院門跡門主。「能気さん」と呼ばれた。
叡南祖賢
第二次世界大戦後初の千日回峰行大行満大阿闍梨（1946年（昭和21年満行））、覚照師の師匠。弟子育成と叡山復興に尽力した「叡山の傑僧」
葉上照澄
千日回峰行大行満大阿闍梨、滋賀院門跡門主、大僧正。東京帝国大学卒業、大正大学教授。世界宗教サミットを発起。
勧修寺信忍
千日回峰行大行満大阿闍梨、大僧正。元伯爵。

### 弟子
叡南俊照
律院・赤山禅院住職。千日回峰行大行満大阿闍梨、大僧正。
高川慈照
比叡山最乗院住職、大僧正。「侍真」として十二年籠山行を満行。
栢木寛照
善光寺大勧進第104世貫主、大僧正。
上原行照
伊崎寺住職、千日回峰行大行満大阿闍梨

### 孫弟子
叡南浩元
叡南俊照師の弟子、千日回峰行大行満大阿闍梨

### 兄弟弟子
叡南覚範
毘沙門堂門跡第61世門主、探題、大僧正。世界連邦日本仏教徒協議会会長。
小鴨覚禅
比叡山延暦寺副執行、大僧正。
村上光田
信州善光寺長臈、信濃比叡広拯院住職、大僧正。
藤光賢
曼殊院門跡門主、探題・大僧正。佐賀県神埼郡吉野ヶ里町・金乘院住職。
堀澤祖門
三千院門跡門主、探題・大僧正。前叡山学院院長。「侍真」として十二年籠山行を満行。
中野英賢
比叡山延暦寺観樹院住職、大僧正。「侍真」として十二年籠山行を満行。
小林栄茂
千日回峰行大行満大阿闍梨
光永澄道
千日回峰行大行満大阿闍梨
福田徳衍（徳郎）
朝日新聞記者・カメラマン。